# Aegaeon boschii
Aegaeon boschii is een garnalensoort uit de familie van de Crangonidae. De wetenschappelijke naam van de soort is voor het eerst geldig gepubliceerd in 1988 door Christoffersen.